# Danny Wainwright
Danny Wainwright är en skateboardåkare från Bristol i England som är mest känd för att inneha världsrekordet i högsta ollie på marken. Den 6 februari 2000 utförde han en 1,13 meter hög ollie under tävlingen Reese Forbes Ollie Challenge vid Long Beach, Kalifornien. Han sponsras av Powell Skateboards och Vans.